# Surgeon

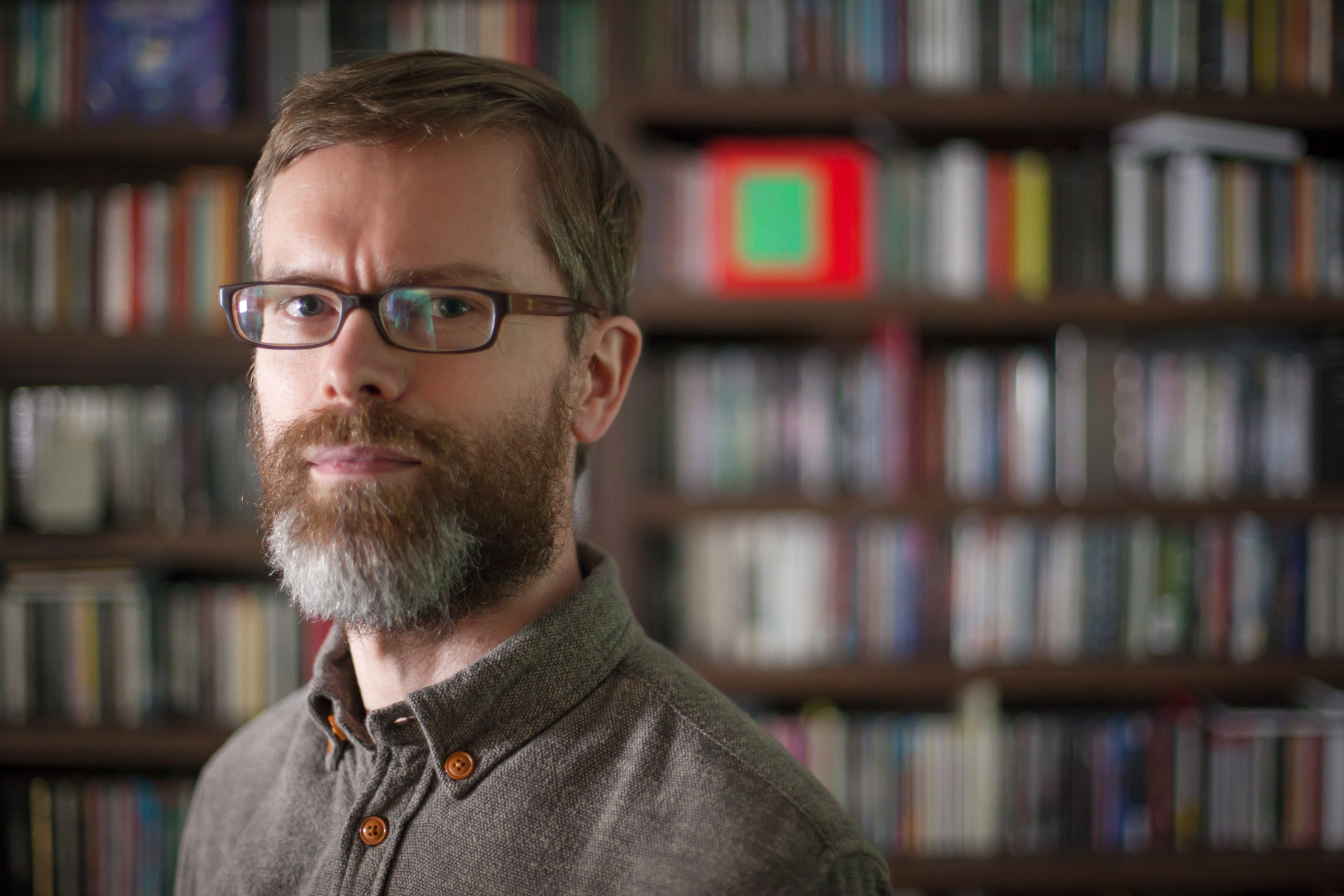

Surgeon es el pseudónimo de Anthony Child, un productor y DJ inglés de música electrónica. Child publica música en sus propios sellos discográficos Counterbalance y Dynamic Tension. Otros sellos consolidados, como Tresor, Soma y Harthouse, también han publicado material y remixes de Surgeon. Está reconocido como uno de los primeros DJs en haber utilizado en sus sesiones software como Ableton Live y Final Scratch.

## Discografía seleccionada

### Álbumes
- 1996: "Communications"
- 1997: "Basictonalvocabulary"
- 1998: "Balance"
- 1999: "Force and Form"
- 2000: "Body Request"
- 2011: "Breaking The Frame"
- 2018: "Luminosity Device"

### EP en Dynamic Tension
- 1997: "Patience"
- 1997: "Learning"
- 1998: "Sound Pressure" (con James Ruskin)
- 1998: "Credence"
- 1999: "East Light"
- 1999: "Dry"
- 2000: "Body Request"
- 2005: "Klonk"
- 2007: "Whose Bad Hands Are These?" (con remixes de DisinVectant y Autechre)
- 2007: "Whose Bad Hands Are These?" (con remixes de Monolake y Vex'd)
- 2010: "Compliance Momentum"
- 2011: "Breaking The Frame" CD
- 2011: "Breaking The Frame" LP2
- 2019: "Raw Trax 2"

### EP en Counterbalance
- 1999: "Diametric"
- 2000: "La Real"
- 2000: "Waiting For Me"
- 2000: "Midnight Club Tracks Part I"
- 2001: "Midnight Club Tracks Part II"
- 2001: "Counterbalance Colection" CD
- 2001: "Screw The Roses"
- 2006: "Floorshow Part I"
- 2006: "Floorshow Part II"
- 2009: "Hello Oslo"

### Downwards
- 1994: Lino 06 "Surgeon EP"
- 1995: Lino 07 "Electronically Tested"
- 1995: Lino 010 "Pet 2000
- 1996: "Comunications"
- 1997: "Har Education"
- 1999: Lino 022 "Playground Proceedure"
- 2001: Lino 024 "Boys, School Showers and Swimming Pools" (tomado de grabaciones en casetes originales hechas en 1984-85)
- 2001: Lino 029 "British Murder Boys"
- 2004: Lino 032 "Fist / Splinter"

### Tresor
- 1997: "First"
- 1997: "Basictonalvocabulary"
- 1997: "Basictonal Remake"
- 1998: "Balance Remakes"
- 1998: "Balance"
- 1999: "Force Form Remakes"
- 1999: "Force Form"
- 2001: "Compilation Vol. 9"

### Recopilatorioss
- 1998: "Certain Beyond All Reasonable Doubt" (con Mick Harris)
- 2002: "Guitar Treatments" (con Andrew Read)

#### Como British Murder Boys
- 2001: "British Murder Boys"
- 2003: "Learn Your Lesson"
- 2003: "Don't Give Way To Fear"
- 2004: "Fist/Splinter"
- 2005: "Father Loves Us"
- 2005: "All The Saints Have Been Hung"
- 2012: "Where Pail Limbs Lie"

### Recopilatorios
- 2001: "Counterbalance Collection"
- 2007: "This Is For You Shits"

### Remixes seleccionados
- 1996: "The Storm" de Dave Clarke
- 1996: "The House Of God" de D.H.S.
- 1996: "It One Jah" de The Advent
- 1998: "Fear Satan" de Mogwai
- 1999: "Nurture" de LFO (Para Warp 10+3 compilation)
- 2001: "California Rhinoplasty" de Matmos
- 2001: "Teenage Lightning" de Coil (sin publicar)
- 2006: "The Clock" de Thom Yorke
- 2006: "Alaska" de Monolake